# Tân Phú (quận)
Tân Phú là một quận nội thành cũ thuộc Thành phố Hồ Chí Minh, Việt Nam. Quận Tân Phú hiện đang sở hữu khá nhiều địa điểm tham quan như địa đạo Phú Thọ Hòa, đình Tân Thới và nhiều địa điểm khác.

## Địa lý
Quận Tân Phú thuộc phía bắc trung tâm của Thành phố Hồ Chí Minh, có vị trí địa lý:
- Phía đông giáp quận Tân Bình
- Phía tây giáp quận Bình Tân
- Phía nam giáp Quận 6 và Quận 11
- Phía bắc giáp Quận 12.

Quận có diện tích 15,97 km², dân số năm 2019 là 485.348 người, mật độ dân số đạt 30.391 người/km².

## Lịch sử

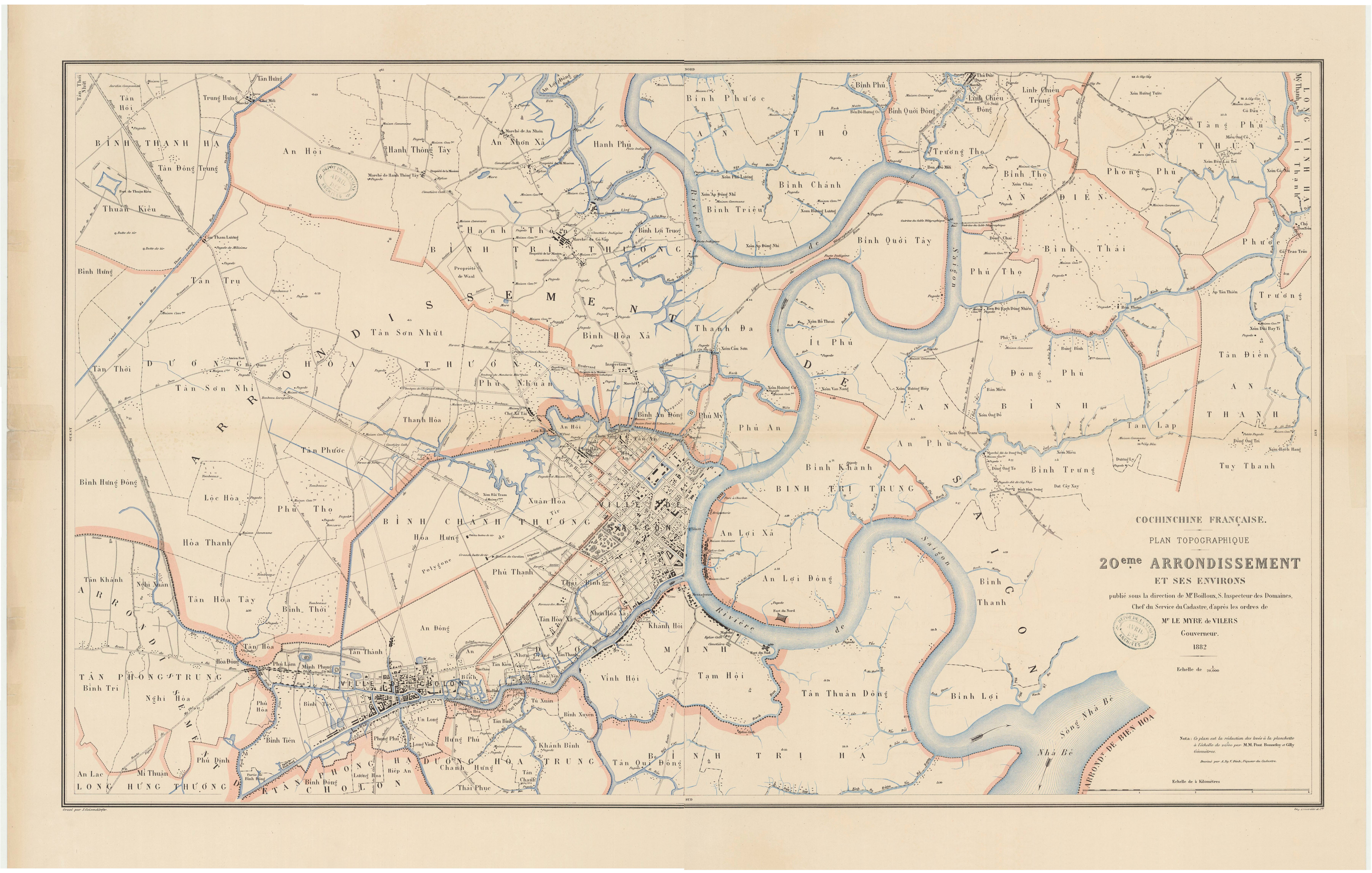
Bản đồ Hạt 20, một đơn vị hành chính do Thống đốc Nam Kỳ quyết định thành lập vào năm 1880. Địa bàn quận Tân Phú lúc bấy giờ thuộc các làng: Hòa Thạnh, Lộc Hòa, Phú Thọ, Tân Hòa Tây, Tân Sơn Nhì, Tân Thới và Tân Trụ của tổng Dương Hòa Thượng.

Địa danh Tân Phú được hình thành cách đây hơn 50 năm, khi đó Tân Phú là một xã thuộc quận Tân Bình, tỉnh Gia Định. Xã Tân Phú được thành lập từ phần đất cắt ra của hai xã: Tân Sơn Nhì và Phú Thọ Hòa cùng quận. Quận Tân Bình khi đó gồm các xã: Bình Hưng Hòa, Phú Nhuận, Phú Thọ Hòa, Tân Phú, Tân Sơn Hòa, Tân Sơn Nhì, Vĩnh Lộc.
Sau năm 1975, quận Tân Bình giải thể, 2 xã Bình Hưng Hòa và Vĩnh Lộc được giao cho huyện Bình Chánh quản lý. Địa bàn 05 xã còn lại được chia thành 03 quận mới trực thuộc thành phố Sài Gòn – Gia Định trên cơ sở nâng cấp các xã cũ. Trong đó, quận Tân Sơn Nhì được thành lập trên cơ sở 3 xã: Tân Sơn Nhì, Phú Thọ Hòa và Tân Phú cũ.
Ngày 20 tháng 5 năm 1976, tổ chức hành chánh thành phố Sài Gòn – Gia Định được sắp xếp lần hai. Theo đó, tái lập quận Tân Bình trên cơ sở sáp nhập hai quận Tân Sơn Hòa và Tân Sơn Nhì.
Ngày 05 tháng 11 năm 2003, Chính phủ Việt Nam ban hành Nghị định số 130/2003/NĐ-CP về việc điều chỉnh địa giới hành chính quận Tân Bình để thành lập quận Tân Phú và các phường trực thuộc, điều chỉnh địa giới hành chính một số phường thuộc quận Tân Bình. Theo đó:
- Thành lập quận Tân Phú trên cơ sở toàn bộ diện tích tự nhiên và dân số của các phường 16, 17, 18, 19, 20; 110,23 ha diện tích tự nhiên và 23.590 nhân khẩu của phường 14; 356,73 ha diện tích tự nhiên và 26.414 nhân khẩu của phường 15 thuộc quận Tân Bình. Quận Tân Phú có 1.606,98 ha diện tích tự nhiên và 310.876 nhân khẩu.
- Thành lập các phường thuộc quận Tân Phú:
  - Thành lập phường Tân Sơn Nhì trên cơ sở:
    - 102,63 ha diện tích tự nhiên và 22.418 nhân khẩu của phường 14
    - 2,63 ha diện tích tự nhiên và 464 nhân khẩu của phường 16
    - 7,56 ha diện tích tự nhiên và 2.430 nhân khẩu của phường 17.

  - Phường Tân Sơn Nhì có 112,82 ha diện tích tự nhiên và 25.312 nhân khẩu.
  - Thành lập phường Tây Thạnh trên cơ sở 356,73 ha diện tích tự nhiên và 26.414 nhân khẩu của phường 15.
  - Thành lập phường Sơn Kỳ trên cơ sở 212 ha diện tích tự nhiên và 18.812 nhân khẩu của phường 16.
  - Thành lập phường Tân Quý trên cơ sở: 
    - 4,33 ha diện tích tự nhiên và 679 nhân khẩu của phường 14
    - 174,16 ha diện tích tự nhiên và 41.764 nhân khẩu của phường 16.

  - Phường Tân Quý có 178,49 ha diện tích tự nhiên và 42.443 nhân khẩu.
  - Thành lập phường Tân Thành trên cơ sở: 
    - 3,27 ha diện tích tự nhiên và 493 nhân khẩu của phường 14
    - 1,27 ha diện tích tự nhiên và 328 nhân khẩu của phường 16
    - 94,95 ha diện tích tự nhiên và 28.994 nhân khẩu của phường 17.

  - Phường Tân Thành có 99,49 ha diện tích tự nhiên và 29.815 nhân khẩu.
  - Thành lập phường Phú Thọ Hòa trên cơ sở 123,22 ha diện tích tự nhiên và 31.461 nhân khẩu của phường 18.
  - Thành lập phường Phú Thạnh trên cơ sở 114 ha diện tích tự nhiên và 28.847 nhân khẩu của phường 18.
  - Thành lập phường Phú Trung trên cơ sở 89,65 ha diện tích tự nhiên và 38.397 nhân khẩu của phường 19.
  - Thành lập phường Hoà Thạnh trên cơ sở 93,08 ha diện tích tự nhiên và 21.278 nhân khẩu của phường 19.
  - Thành lập phường Hiệp Tân trên cơ sở 112,90 ha diện tích tự nhiên và 21.968 nhân khẩu của phường 20.
  - Thành lập phường Tân Thới Hòa trên cơ sở 114,60 ha diện tích tự nhiên và 26.129 nhân khẩu của phường 20.

Sau khi điều chỉnh địa giới hành chính thành lập quận Tân Phú và các phường trực thuộc, quận Tân Phú có 1.606,98 ha diện tích tự nhiên và 310.876 nhân khẩu, có 11 đơn vị hành chính trực thuộc gồm các phường: Tân Sơn Nhì, Tây Thạnh, Sơn Kỳ, Tân Quý, Tân Thành, Phú Thọ Hòa, Phú Thạnh, Phú Trung, Hòa Thạnh, Hiệp Tân và Tân Thới Hòa.
Ngày 16 tháng 6 năm 2025, Ủy ban Thường vụ Quốc hội ban hành Nghị quyết số 1685/NQ-UBTVQH15 (áp dụng từ ngày 30 tháng 6 năm 2025). Theo đó, giải thể quận Tân Phú và sắp xếp lại các phường mới cụ thể như sau:
- Phường Tây Thạnh: Gồm các phường Tây Thạnh và một phần phường Sơn Kỳ.
- Phường Tân Sơn Nhì: Gồm các phường Tân Sơn Nhì và một phần của phường Sơn Kỳ, một phần của phường Tân Quý, một phần phường Tân Thành.
- Phường Phú Thọ Hòa: Gồm các phường Phú Thọ Hòa, một phần của phường Tân Quý, một phần của phường Tân Thành.
- Phường Phú Thạnh: Gồm các phường Phú Thạnh, Hiệp Tân và một phần của phường Tân Thới Hòa.
- Phường Tân Phú: Gồm các phường Phú Trung, Hòa Thạnh và một phần của phường Tân Thành, một phần của phường Tân Thới Hòa.

## Kinh tế
Năm 2007, giá trị sản xuất Công nghiệp toàn quận thực hiện 4.404,31 tỷ đồng, so với cùng kỳ năm 2006 tăng 25,58%. Doanh thu thương mại và Dịch vụ đạt 9.946,11 tỷ đồng, tăng 29,04% so cùng kỳ năm 2006. Ngoài ra, thuế công thương nghiệp là 210,4 tỷ đạt 91,48% kế hoạch tăng 31,17% so với cùng kỳ.
Hiện nay quận đã hình thành đầu tư xây dựng các trung tâm thương mại và nhiều siêu thị như AEON, Co.op Mart Thắng Lợi, Co.op Mart Vikamex, Bách Hóa Xanh... và các chung cư cao tầng kết hợp với kinh doanh thương mại, dịch vụ.
Trên địa bàn quận có Khu công nghiệp Tân Bình, tại phường Tây Thạnh.

## Hành chính
| Tên         | Diện tích (km²) | Dân số (người) | Mật độ dân số |
| ----------- | --------------- | -------------- | ------------- |
| Phường (11) |                 |                |               |
| Hiệp Tân    | 1,11            | 30.753         | 27.705        |
| Hòa Thạnh   | 0,94            | 32.368         | 34.434        |
| Phú Thạnh   | 1,17            | 43.292         | 37.002        |
| Phú Thọ Hòa | 1,21            | 46.834         | 38.706        |
| Phú Trung   | 0,89            | 43.142         | 48.474        |

| Tên          | Diện tích (km²) | Dân số (người) | Mật độ dân số |
| ------------ | --------------- | -------------- | ------------- |
| Tân Quý      | 1,69            | 66.847         | 39.554        |
| Tân Sơn Nhì  | 1,13            | 42.327         | 37.458        |
| Tân Thành    | 0,99            | 39.943         | 40.346        |
| Tân Thới Hòa | 1,15            | 31.070         | 27.017        |
| Tây Thạnh    | 3,50            | 64.412         | 18.403        |
| Sơn Kỳ       | 2,24            | 48.113         | 21.479        |

Phường Hòa Thạnh là nơi đặt trụ sở Ủy ban nhân dân và các cơ quan hành chính của quận.

## Đường phố

### Tên đường trước năm 1975
| Tên đường trước năm 1975 | Tên đường hiện nay |
| ------------------------ | ------------------ |
| Hương Lộ 3               | Bình Long          |
| Hương Lộ 13              | Lê Trọng Tấn       |
| Hương Lộ 14              | Lũy Bán Bích       |
| Gioan                    | Nguyễn Hậu         |
| Hương Lộ 2               | Thoại Ngọc Hầu     |
| Cộng Hòa 1               | Nguyễn Văn Huyên   |
| Tự Do 2                  | Nguyễn Văn Ngọc    |
| Hòa Bình 2               | Nguyễn Văn Tố      |
| Tân Sinh                 | Nguyễn Xuân Khoát  |
| Tự Do 3                  | Vũ Trọng Phụng     |

### Tên đường hiện nay
| 30 tháng 4 Âu Cơ Bác Ái Bình Long Bùi Cầm Hổ Bùi Xuân Phái Cách Mạng Cao Văn Ngọc Cây Keo Cầu Xéo Chân Lý Chế Lan Viên Chu Văn An Chu Thiên Dân Chủ Dân Tộc Diệp Minh Châu Dương Đức Hiền Dương Khuê Dương Thiệu Tước Dương Văn Dương Đàm Thận Huy Đặng Thế Phong Đinh Liệt Đô Đốc Chấn Đô Đốc Long Đô Đốc Lộc Đô Đốc Thủ Đỗ Bí Đỗ Công Tường Đỗ Đức Dục Đỗ Nhuận Đỗ Thị Tâm Đỗ Thừa Luông Đỗ Thừa Tự Đoàn Hồng Phước Đoàn Giỏi Đoàn Kết | Độc Lập Gò Dầu Hà Thị Đát Hàn Mặc Tử Hiền Vương Hoa Bằng Hòa Bình Hoàng Ngọc Phách Hoàng Thiều Hoa Hoàng Văn Hòe Hoàng Xuân Hành Hoàng Xuân Nhị Hồ Đắc Di Hồ Ngọc Cẩn Huỳnh Thiện Lộc Huỳnh Văn Chính Huỳnh Văn Gấm Huỳnh Văn Một Hương lộ 3 Ích Thiện Kênh 19/5 Kênh Tân Hóa Khuông Việt Lê Cao Lãng Lê Cảnh Tuân Lê Đình Thám Lê Đình Thụ Lê Khôi Lê Lâm Lê Lăng Lê Liễu Lê Lộ Lê Lư Lê Ngã Lê Niệm Lê Quang Chiểu Lê Quát Lê Quốc Trinh | Lê Sao Lê Sát Lê Thận Lê Thiệt Lê Thúc Hoạch Lê Trọng Tấn Lê Văn Phan Lê Vĩnh Hòa Lương Đắc Bằng Lương Minh Nguyệt Lương Thế Vinh Lương Trúc Đàm Lưu Chí Hiếu Lũy Bán Bích Lý Thái Tông Lý Thánh Tông Lý Tuệ Nghiêm Toản Ngô Quyền Nguyễn Bá Tòng Nguyễn Chích Nguyễn Cửu Đàm Nguyễn Dữ Nguyễn Đỗ Cung Nguyễn Háo Vĩnh Nguyễn Hậu Nguyễn Hữu Dật Nguyễn Hữu Tiến Nguyễn Lộ Trạch Nguyễn Lý Nguyễn Minh Châu Nguyễn Mỹ Ca Nguyễn Nghiêm Nguyễn Ngọc Nhựt Nguyễn Nhữ Lãm Nguyễn Quang Diêu Nguyễn Quý Anh Nguyễn Sáng | Nguyễn Sơn Nguyễn Súy Nguyễn Thái Học Nguyễn Thế Truyện Nguyễn Thiệu Lâu Nguyễn Trọng Quyền Nguyễn Trường Tộ Nguyễn Văn Dưỡng Nguyễn Văn Huyên Nguyễn Văn Săng Nguyễn Văn Tố Nguyễn Văn Vịnh Nguyễn Văn Yến Nguyễn Xuân Khoát Ngụy Như Kon Tum Phạm Ngọc Phạm Ngọc Thảo Phạm Quý Thích Phạm Văn Xảo Phạm Vấn Phan Anh Phan Đình Phùng Phan Chu Trinh Phan Thị Hành Phan Văn Năm Phố Chợ Phú Thọ Hòa Phùng Chí Kiên Quách Đình Bảo Quách Hữu Nghiêm Quách Vũ Sơn Kỳ Tân Hương Tân Kỳ Tân Quý Tân Quý Tân Sơn Nhì Tân Thành Tân Thạnh | Tân Thắng Tây Sơn Tây Thạnh Thái Thị Nhạn Thành Công Thạch Lam Thẩm Mỹ Thoại Ngọc Hầu Thống Nhất Tô Hiệu Trần Hưng Đạo Trần Quang Cơ Trần Quang Quá Trần Tấn Trần Thị Báo Trần Thị Sa Trần Thủ Độ Trần Văn Cẩn Trần Văn Giáp Trần Văn Ơn Trịnh Đình Thảo Trịnh Đình Trọng Trịnh Lỗi Trường Chinh Trương Vĩnh Ký Tự Do Tự Quyết Văn Cao Vạn Hạnh Võ Công Tồn Võ Hoành Võ Văn Dũng Vũ Trọng Phụng Vườn Lài Ỷ Lan Yên Đổ |

### Hệ thống đường sắt đô thị
■ Tuyến số 2 (Đang xây dựng): (Quận Tân Bình) ← Ga Bà Quẹo - Ga Phạm Văn Bạch - Ga Tân Bình

## Du lịch, giải trí
| Tên                       | Địa chỉ                           | Ghi chú                 |
| ------------------------- | --------------------------------- | ----------------------- |
| Địa đạo Phú Thọ Hòa       | 139 Phú Thọ Hòa, P. Phú Thọ Hòa   | Di tích lịch sử         |
| AEON Mall Tân Phú Celadon | 30 Tân Thắng, P. Sơn Kỳ           | Điểm vui chơi, giải trí |
| Khu vui chơi Chú Voi Con  | 87D Kênh Tân Hóa, P. Tân Thới Hòa | Điểm vui chơi, giải trí |
| Pandora City              | 1/1 Trường Chinh, P. Tây Thạnh    | Điểm vui chơi, giải trí |

## Giáo dục

### Trường đại học
| Tên trường                                       | Địa chỉ                                | Website                                              | Ghi chú      |
| ------------------------------------------------ | -------------------------------------- | ---------------------------------------------------- | ------------ |
| Trường Đại học Công Thương Thành phố Hồ Chí Minh | 140 Lê Trọng Tấn, P. Tây Thạnh         |                                                      | Trụ sở chính |
| Trường Đại học Công Thương Thành phố Hồ Chí Minh | 54/12 Tân Kỳ Tân Quý, P. Tân Sơn Nhì   | Cơ sở 2 (Trung tâm Thí nghiệm và Thực hành)          |              |
| Trường Đại học Công Thương Thành phố Hồ Chí Minh | 73/1 Nguyễn Đỗ Cung, P. Tây Thạnh      | Cơ sở 3                                              |              |
| Trường Đại học Công Thương Thành phố Hồ Chí Minh | 337–345 Tân Kỳ Tân Quý, P. Tân Quý     | Cơ sở 4                                              |              |
| Trường Đại học Công Thương Thành phố Hồ Chí Minh | 28/8A Chế Lan Viên, P. Tây Thạnh       | Cơ sở 5                                              |              |
| Trường Đại học Công Thương Thành phố Hồ Chí Minh | 102–106 Nguyễn Quý Anh, P. Tân Sơn Nhì | Cơ sở 7 (Ký túc xá sinh viên)                        |              |
| Trường Đại học Văn Hiến                          | 613 Âu Cơ, P. Phú Trung                | Lưu trữ ngày 10 tháng 9 năm 2024 tại Wayback Machine | Trụ sở chính |

### Trường cao đẳng, cơ sở giáo dục nghề nghiệp
| Tên trường                                                | Địa chỉ                            | Website | Ghi chú     |
| --------------------------------------------------------- | ---------------------------------- | ------- | ----------- |
| Trường Cao đẳng Công Thương Việt Nam                      | 302A Vườn Lài, P. Phú Thọ Hòa      |         |             |
| Trường Cao đẳng Công Thương Việt Nam                      | 108 Nguyễn Quý Anh, P. Tân Sơn Nhì |         |             |
| Trường Cao đẳng Công Thương Việt Nam                      | 76 Lưu Chí Hiếu, P. Tây Thạnh      |         |             |
| Trường Cao đẳng Công nghệ thông tin Thành phố Hồ Chí Minh | 12 Trịnh Đình Thảo, P. Hòa Thạnh   |         |             |
| Trường Cao đẳng Giao thông vận tải Trung ương III         | 73 Văn Cao, P. Phú Thọ Hòa         |         |             |
| Trường Cao đẳng Quốc tế Sài Gòn                           | 12 Trịnh Đình Thảo, P. Hòa Thạnh   |         | Cơ sở TPHCM |
| Trường Trung cấp Kinh tế – Kỹ thuật Tây Nam Á             | 254 Lê Trọng Tấn, P. Tây Thạnh     |         |             |

### Trường Trung học phổ thông (THPT), trường liên cấp có bậc THPT
| Tên trường                            | Địa chỉ                                    | Website                                              | Ghi chú           |
| ------------------------------------- | ------------------------------------------ | ---------------------------------------------------- | ----------------- |
| Trường TH – THCS – THPT Hòa Bình      | 69 Trịnh Đình Thảo, P. Hòa Thạnh           | [ liên kết hỏng ]                                    | Cơ sở 1           |
| Trường TH – THCS – THPT Lê Thánh Tông | 22 Tân Thắng, P. Sơn Kỳ                    | [ liên kết hỏng ]                                    |                   |
| Trường TH – THCS – THPT Nam Úc        | 300 Hòa Bình, P. Phú Thạnh                 | https://scotch-ags.edu.vn/                           | Cơ sở Tây Sài Gòn |
| Trường TH – THCS – THPT Nam Việt      | 701 Trường Chinh, P. Tây Thạnh             |                                                      | Cơ sở 1           |
| Trường TH – THCS – THPT Tân Phú       | 519 Kênh Tân Hóa, P. Hòa Thạnh             |                                                      |                   |
| Trường TH – THCS – THPT Tre Việt      | 41 Đoàn Hồng Phước, P. Hòa Thạnh           | [ liên kết hỏng ]                                    | Cơ sở 1           |
| Trường THCS và THPT Đinh Tiên Hoàng   | 85 Chế Lan Viên, P. Tây Thạnh              | [ liên kết hỏng ]                                    |                   |
| Trường THCS và THPT Hồng Đức          | 8 Hồ Đắc Di, P. Tây Thạnh                  |                                                      | Cơ sở 1           |
| Trường THCS và THPT Nhân Văn          | 17 Sơn Kỳ , P. Sơn Kỳ                      |                                                      |                   |
| Trường THCS và THPT Trần Cao Vân      | 126 Tô Hiệu, P. Hiệp Tân                   |                                                      | Trụ sở chính      |
| Trường THCS và THPT Trí Đức           | 5 Thoại Ngọc Hầu, P. Hòa Thạnh             |                                                      | Cơ sở 1           |
| Trường THCS và THPT Trí Đức           | Lô 5, đường DC6, P. Sơn Kỳ                 | Cơ sở 3                                              |                   |
| Trường THPT An Dương Vương            | 51/4 Hoà Bình, P. Tân Thới Hòa             | [ liên kết hỏng ]                                    | Cơ sở 1           |
| Trường THPT Lê Trọng Tấn              | Số 5 đường D2, P. Sơn Kỳ                   |                                                      |                   |
| Trường THPT Minh Đức                  | 277 Tân Quý, P. Tân Quý                    |                                                      |                   |
| Trường THPT Tân Bình                  | 19 Hoa Bằng, P. Tân Sơn Nhì                |                                                      |                   |
| Trường THPT Tây Thạnh                 | Số 27 đường C2, P. Tây Thạnh               |                                                      |                   |
| Trường THPT Thành Nhân                | 69/10–69/12 Nguyễn Cửu Đàm, P. Tân Sơn Nhì | Lưu trữ ngày 23 tháng 7 năm 2024 tại Wayback Machine | Cơ sở 1           |
| Trường THPT Thành Nhân                | 34–36–38 Hoa Bằng, P. Tân Sơn Nhì          | Lưu trữ ngày 23 tháng 7 năm 2024 tại Wayback Machine | Cơ sở 2           |
| Trường THPT Trần Phú                  | 18 Lê Thúc Hoạch, P. Phú Thọ Hòa           | [ liên kết hỏng ]                                    |                   |
| Trường THPT Trần Quốc Toản            | 208 Lê Thúc Hoạch, P. Tân Quý              |                                                      |                   |
| Trường THPT Vĩnh Viễn                 | 73/7 Lê Trọng Tấn, P. Sơn Kỳ               |                                                      |                   |

### Cơ sở giáo dục thường xuyên
| Tên trường                                                                | Địa chỉ                               |
| ------------------------------------------------------------------------- | ------------------------------------- |
| Trung tâm Giáo dục Phổ thông (Trường Đại học Công Thương TP. Hồ Chí Minh) | 247 Tân Kỳ Tân Quý, P. Tân Sơn Nhì    |
| Trung tâm Giáo dục thường xuyên quận Tân Phú                              | 78/2/45 Phan Đình Phùng, P. Tân Thành |

### Trường Trung học cơ sở (THCS)
| Tên trường                  | Địa chỉ                                |
| --------------------------- | -------------------------------------- |
| Trường THCS Đặng Trần Côn   | 35 Hà Thị Đát, P. Tân Quý              |
| Trường THCS Đồng Khởi       | 20 Thạch Lam, P. Phú Thạnh             |
| Trường THCS Hoàng Diệu      | 49 Hòa Bình, P. Tân Thới Hòa           |
| Trường THCS Hùng Vương      | 22 Lương Minh Nguyệt, P. Tân Thới Hòa  |
| Trường THCS Lê Anh Xuân     | 211/53 Vườn Lài, P. Phú Thọ Hòa        |
| Trường THCS Lê Lợi          | Số 47 đường S11, P. Tây Thạnh          |
| Trường THCS Nguyễn Huệ      | 298 Thành Công, P. Tân Sơn Nhì         |
| Trường THCS Nguyễn Trãi     | 7 Thoại Ngọc Hầu, P. Hòa Thạnh         |
| Trường THCS Phan Bội Châu   | 35 Độc Lập, P. Tân Thành               |
| Trường THCS Tân Thới Hòa    | 15 Lý Thánh Tông, P. Tân Thới Hòa      |
| Trường THCS Thoại Ngọc Hầu  | 24 Huỳnh Văn Chính, P. Phú Trung       |
| Trường THCS Tôn Thất Tùng   | Số 3 đường D2, P. Sơn Kỳ               |
| Trường THCS Trần Quang Khải | 94/3 Nguyễn Thế Truyện, P. Tân Sơn Nhì |
| Trường THCS Võ Thành Trang  | 218 Tân Quý, P. Tân Quý                |

### Trường Tiểu học (TH)
| Tên trường                      | Địa chỉ                                | Ghi chú     |
| ------------------------------- | -------------------------------------- | ----------- |
| Trường Tiểu học Âu Cơ           | 93 Lũy Bán Bích, P. Tân Thới Hòa       |             |
| Trường Tiểu học Duy Tân         | 39 Lương Trúc Đàm, P. Hiệp Tân         |             |
| Trường Tiểu học Đinh Bộ Lĩnh    | 91B Tân Thắng, P. Sơn Kỳ               |             |
| Trường Tiểu học Đoàn Thị Điểm   | 16 Trần Văn Ơn, P. Tân Sơn Nhì         |             |
| Trường Tiểu học Hiệp Tân        | 30 Trần Thị Báo, P. Hiệp Tân           |             |
| Trường Tiểu học Hồ Văn Cường    | 51–53 Trịnh Đình Trọng, P. Phú Trung   |             |
| Trường Tiểu học Huỳnh Văn Chính | 39 Huỳnh Thiện Lộc, P. Hòa Thạnh       |             |
| Trường Tiểu học Lê Lai          | 150 Tây Thạnh, P. Tây Thạnh            |             |
| Trường Tiểu học Lê Thánh Tông   | 197–199 Trịnh Đình Trọng, P. Phú Trung | Cơ sở 1     |
| Trường Tiểu học Lê Thánh Tông   | 173/43/78 Khuông Việt, P. Phú Trung    | Cơ sở 2     |
| Trường Tiểu học Lê Thánh Tông   | 53 Lê Ngã, P. Phú Trung                | Cơ sở 3     |
| Trường Tiểu học Lê Văn Tám      | 145 Độc Lập, P. Tân Thành              |             |
| Trường Tiểu học Phan Chu Trinh  | 193A Thạch Lam, P. Phú Thạnh           | Cổng chính  |
| Trường Tiểu học Phan Chu Trinh  | 252–254 Thạch Lam, P. Phú Thạnh        | Lớp vệ tinh |
| Trường Tiểu học Tân Hóa         | 58/29 Lũy Bán Bích, P. Tân Thới Hòa    |             |
| Trường Tiểu học Tân Hương       | 167/29 Tân Quý, P. Tân Quý             |             |
| Trường Tiểu học Tân Sơn Nhì     | 905/4 Âu Cơ, P. Tân Sơn Nhì            |             |
| Trường Tiểu học Tân Thới        | 61 Đỗ Thừa Luông, P. Tân Quý           |             |
| Trường Tiểu học Tô Vĩnh Diện    | 13 Đô Đốc Lộc, P. Tân Quý              |             |
| Trường Tiểu học Võ Thị Sáu      | 343 Nguyễn Sơn, P. Phú Thạnh           |             |